# Calaphis coloradensis
Calaphis coloradensis är en insektsart. Calaphis coloradensis ingår i släktet Calaphis och familjen långrörsbladlöss. Inga underarter finns listade i Catalogue of Life.